# Partenio e Calogero
Partenio e Calogero (fl. III-IV secolo) sono una coppia di martiri cristiani del III o IV secolo.
Il più antico documento che attesti il loro culto come santi nella Chiesa romana è la Depositio martyrum del calendario di Filocalo del 354.

## Storia
Non si hanno notizie precise sulla loro storia, ma i loro nomi fanno pensare che fossero di origine orientale e che fossero schiavi o liberti.
Secondo il Martirologio geronimiano, erano due eunuchi, familiares di Decio. Calogero era maestro di camera della moglie dell'imperatore e Partenio era primicerio: subirono il martirio per essersi rifiutati di sacrificare agli idoli. Secondo una passio più recente, erano due fratelli e di origine armena, eunuchi di un tale Emiliano che, prima di morire, affidò loro la figlia Anatolia: furono condannati a morte dal prefetto Libanio durante la persecuzione di Decio.
Tali informazioni contrastano però con la data indicata nella Depositio martyrum, che li dice sepolti nelle catacombe di San Callisto nel 304, e con il fatto che secondo l'itinerario De locis, i loro sepolcri si trovavano nella regione "di Eusebio", risalente al pontificato di Marcellino, papa tra il 296 e il 304. Il loro martirio sarebbe quindi avvenuto durante la persecuzione di Diocleziano.
L'archeologo Giovanni Battista de Rossi ipotizzò che il martirio fosse realmente avvenuto nel 250 e che nel 304 si sia avuta solo una traslazione delle loro reliquie, ma lo scarso valore storico delle passio e l'improbabilità di una traslazione delle reliquie in tempo di persecuzione non avvalorano questa teoria.
Il loro elogio si legge nel Martirologio romano al 19 maggio.